# People (песня Барбры Стрейзанд)
«People» — песня, написанная Жюлем Стайном (музыка) и Бобом Мерриллом (слова) для своего мюзикла «Смешная девчонка», впервые представленного на Бродвее в 1964 году.

## История
Песня была впервые исполнена на сцене Барброй Стрейзанд, игравшей главную роль в оригинальной бродвейской постановке 1964 года. Позже она же сама сыграла эту роль в киноадаптации 1968 года.

## Признание
Песня была номинирована на «Грэмми» 1964 года в номинации «Песня года», но проиграла песне «Hello, Dolly!», которую написал Джерри Херман и исполнил Луи Армстронг.
Эта песня (в версии из кинофильма 1968 года «Смешная девчонка») находится на 13-м месте списка 100 лучших песен из американских кинофильмов по версии Американского института киноискусства.

## Чарты
| Чарт (1964)                        | Высшая позиция |
| ---------------------------------- | -------------- |
| Австралия (Kent Music Report)      | 20             |
| Италия (Musica e dischi)           | 25             |
| Канада (RPM Top Singles)           | 30             |
| Нидерланды (Dutch Top 40)          | 30             |
| США (Billboard Hot 100)            | 5              |
| США (Billboard Adult Contemporary) | 1              |
| США (Cash Box Top 100)             | 5              |